# Anders Henrik Göthberg
Anders Henrik Göthberg (i riksdagen kallad Göthberg i Munkfors), född 13 december 1860 i Ransäter, död 6 mars 1954 i Munkfors, var en svensk verkmästare och politiker (liberal). 
Anders Henrik Göthberg, som var son till en daglönare, arbetade vid Munkfors bruk där han 1893 blev övervalsverkmästare. Han var också ordförande i Värmlandsdistriktet av IOGT 1888–1892 och aktiv i Evangeliska Fosterlandsstiftelsen. År 1919 valdes han till vice ordförande i Ransäters kommunalfullmäktige.
Göthberg var riksdagsledamot i andra kammaren för Mellansysslets domsagas valkrets 1894–1902. I riksdagen tillhörde han 1894 andra kammarens center men ställde sig sedan utanför partigrupperna och betecknade sig 1897 öppet som vilde. År 1898 gick han dock in i den liberalt präglade Bondeska diskussionsklubben och följde med 1900 då denna grupp uppgick i Liberala samlingspartiet 1900. Han aktiverade sig även i Frisinnade landsföreningen som liberal riksorganisation och var 1908 föreningens avdelningsordförande i Ransäter.
I riksdagen var Göthberg bland annat ledamot i 1898 och 1900 års särskilda utskott samt i 1901 års tredje särskilda utskott. Han engagerade sig särskilt i alkoholpolitik, men också för att staten skulle överta den vid denna tid förfallna Geijersgården. Göthberg är begravd på Munkfors kyrkogård.